# Гейнс, Александр Константинович
Алекса́ндр Константи́нович Гейнс (1834—1892) — генерал-лейтенант Русской императорской армии, этнограф.

## Биография
Происходил из дворян Эстляндской губернии. Брат писателя-гуманиста Владимира Гейнса (известен под псевдонимом Вильям Фрей).
Окончил, по альбому Семевского, Полоцкий кадетский корпус, затем Дворянский полк. В службу вступил в 15-ю артиллерийскую бригаду прапорщиком 13 августа 1853 года; в сентябре 1854 года был произведён в подпоручики.
Участвовал в Крымской войне: по собственному желанию был отправлен в Севастополь и назначен состоять при начальнике оборонительных работ Севастополя генерал-майоре Э. И. Тотлебене; 6 апреля 1855 года был контужен в голову с повреждением глаза; за отличие при атаке неприятелем Камчатского люнета и Селенгинского и Волынского редутов был произведён в поручики; за отбитие штурма 6 июня награждён орденом Св. Анны 3-й ст. с мечами и за защиту города во время бомбардирования неприятелем с 5-го по 27 августа — орденом Св. Станислава 2-й ст. с мечами.
В августе 1857 года поступил в Академию Генерального штаба, где учился до 1865 года; в сентябре 1861 года был произведён в штабс-капитаны, в капитаны — 3 сентября 1862 года; принимал участие в усмирении польского мятежа, отличившись при Семятичах; в феврале 1863 года был произведён в подполковники, с утверждением в должности начальника штаба 2-й пехотной дивизии, а в декабре того же года произведён в полковники.
В мае 1865 года был назначен состоять при главном управлении генерального штаба для особых поручений и учёных занятий и вскоре, в составе законодательной комиссии по устройству степей, был послан в Среднюю Азию. В 1867—1868 годах участвовал в походах русской армии в Туркестан и подготовке судебно-административной реформы по управлению этим краем. С января 1867 года Гейнс был начальником 8-го отделения Главного штаба, затем входил в число штаб-офицеров генерального штаба и 14 июля 1867 года был произведён в генерал-майоры. В это время он познакомился с художником Верещагиным.
Пожалован майоратом в Царстве Польском 16 июня 1869 года.
В 1878—1880 годах был Одесским градоначальником; в 1880—1882 годах — Казанским губернатором. 21 марта 1885 года переведён в запас армии по Генеральному штабу.
В 1891 году подготовил первоначальный вариант «Правил по управлению степными областями». В последние годы жизни был причислен к МВД. Учёный. Член Русского географического общества, Императорского Общества любителей естествознания и этнографии.

## Этнографическая деятельность
В 1865—1866 годах изучал особенности ведения хозяйства в казахской степи и обычное право казахов. В труде «Киргизские очерки» привёл важные сведения о строительстве Российской империей станиц городов и крепостей: Усть-Каменогорск, Семипалатинск, Петропавловск, Кокпектинская, Аягуз, Копальская и других. Оренбургской, Есильской (Ишимской), Ертисской (Иртышской), Буктырминской укреплённых линий; о русско-казахских отношениях в Семиречье, о месторасположении развалин буддийского монастыря Аблайкит, о калмыцких могилах в районе реки Лепсы. Имеются биографические сведения об этнографе Ч. Ч. Валиханове.

## Награды
Российской Империи:
- орден Святой Анны 3-й степени с мечами (1855);
- орден Святого Станислава 2-й степени с мечами (1856); Императорская корона и мечи над орденом (1863);
- орден Святого Владимира 4-й степени (1866);
- орден Святого Владимира 3-й степени (1868);
- орден Святого Станислава 1-й степени с мечами (1869);
- орден Святой Анны 1-й степени (1871); Императорская корона к ордену (1873);
- орден Святого Владимира 2-й степени (1878).

Иностранных государств:
- орден Князя Даниила I 1-й степени (Черногория, 1880).